# Amiga (revista)
Amiga TV Tudo era uma revista brasileira publicada semanalmente pela extinta Bloch Editores até 2000. Abordava o universo das celebridades e dos bastidores da televisão, com entrevistas e reportagens. Também publicava os resumos dos capítulos das telenovelas.
Com o surgimento de novas publicações concorrentes no gênero como a Ti Ti Ti e Minha Novela e a crise na Bloch Editores que acarretaria no fim da empresa, a Amiga foi perdendo espaço e parou de ser publicada pouco antes da falência da Bloch, em 2000.
A Biblioteca da ECA possui acervo impresso da revista, de 1970 a 1999, aberto à consulta local.

## Anos 70 (Primeiros anos)
Em 26 de maio de 1970, A primeira edição de Amiga editada por Bloch Editores chegava as bancas de todo Brasil. Na primeira capa, Regina Duarte e Cláudio Marzo, Estrelas de Véu de Noiva. novela de Janete Clair.
Amiga, Toda semana trazia notícias da TV, rádio, disco e do show business em geral, as sessões de fofocas e fotonovelas (duas por edição) era os destaques da década de 70 na revista.
Silvio Santos e Carlos Imperial (super plá do Imperial) tinham cada um, uma coluna sobre o mundo artístico.
Os maiores destaques de novelas na revista deste período foram: Véu de Noiva, Irmãos Coragem, Selva de Pedra, Mulheres de Areia, A Barba Azul, O Bem-Amado, A Viagem, Pecado Capital, Saramandaia, O Profeta, Anjo Mau, O Astro, Locomotivas, Escrava Isaura, Dancin' Days, Pai Herói entre outras.

## Anos 80 (TV Manchete)

Capa da Revista Amiga Especial "John Lennon - Vida e Morte de um Beatle" Edição Completa, 1980.

A Revista começa a década cobrindo o fim trágico da TV Tupi e o sofrimento dos seus funcionários e artistas. Foi notícia também a disputa das concessões da  Rede Tupi e duas da Rede Excelsior, adquiridas pelos grupos de Adolpho Bloch e Silvio Santos. 
Em 05 de junho de 1983 com a inauguração da Rede Manchete a revista passa a dar destaques as produções da emissora, principalmente nas novelas da TV Manchete, mesmo estas não atingindo grandes repercussões, começando então pouco a pouco a perder espaço para novas publicações que davam mais destaques para a TV Globo e SBT e suas respectivas novelas.
Os maiores destaques de novelas na revista deste período foram: Água Viva, Coração Alado, Os Imigrantes, Baila Comigo, Paraíso, Elas por Elas, Final Feliz, Guerra dos Sexos,Amor com Amor Se Paga, A Gata Comeu, Roque Santeiro, Dona Beija, Ti Ti Ti, Sinhá Moça, Selva de Pedra, Cambalacho, Corpo Santo, Brega e Chique,  Sassaricando, Mandala, Vale Tudo, Kananga do Japão, Tieta entre outras.

## Anos 90 (Auge e Crise)
Ao entra nos anos 90 a televisão brasileira começa a se transformar e a se modificar, A Revista Amiga também acompanha os bastidores destas mudanças e modificações. No ano de 1990 é lançado o grande sucesso Pantanal da Rede Manchete, (Pantanal também foi a primeira telenovela não global, desde a falência da TV Tupi,  A superá-la em alguns momentos na Audiência em 1990) Com este sucesso todo, as publicações da Bloch Editores passaram a exploram o sucesso da Novela, tema de várias capas nas Revistas Manchete, Sétimo Céu, Amiga, etc. Amiga usou quase com exaustão a novela pantaneira, fazendo a revista bater recordes de vendas por todo Brasil. Depois deste período de glória e sucesso, a revista começa a sofrer com a crise das empresas Bloch e com os muitos problemas da TV Manchete.
Os maiores destaques de novelas na revista deste período foram: Pantanal, Rainha da Sucata, Meu Bem, Meu Mal, A História de Ana Raio e Zé Trovão, Deus Nos Acuda, Renascer, Mulheres de Areia, Éramos Seis, A Viagem, A Próxima Vítima, O Rei do Gado, Xica da Silva, Mandacaru, Chiquititas, Por Amor,Terra Nostra entre outras.

## Anos 2000 (Crise e Falência)
Com o fim da TV Manchete em 10 de maio 1999, a Empresa Bloch não consegue se recuperar, com vários atrasos de salários e demissões de funcionário, A empresa entra no ano 2000 enfraquecida e perdendo espaço para outras editoras. A Bloch Editores teve sua falência decretada em agosto de 2000. 
A Revista Amiga teve sua ultima edição numero 1.578 lançada em 08 de agosto de 2000 com Vera Fischer em destaque com sua personagem Helena da novela Laços de Família. Em 2005 a Editora Símbolo comprou o título e relançou a revista, mas em pouco tempo saiu de circulação novamente.
Os Maiores destaques de novelas na revista deste período foram: Laços de Família,Vila Madalena, Uga Uga, Chiquititas, Esplendor, O Cravo e a Rosa entre outras.

## Amigão
Caderno especial da revista, onde apresentava uma reportagem especial com algum artista, alguma novela do momento, programa de TV etc. Dentro deste caderno havia a grade de programação das principais emissoras de televisão brasileira, no período da TV Manchete, seus programas recebiam matérias especiais em quase todas as edições

## Mexericos da Candinha
Sessão famosa da época da Revista do Radio, e que voltou a ser publicada na revista amiga. A coluna de fofocas da Candinha fazia o maior sucesso. Amada por uns e odiada por outros nunca soubemos a sua verdadeira identidade, pois se tratava de um personagem fictício. Nela aparecia as fofocas, criticas ou elogios de muitos famosos e artistas, Casamentos, separações ou novos trabalhos.